# 철
철(鐵←일본어: 鉄 데쓰[*] (실제 발음은 ‘테츠’에 가까움), 영어: Iron 아이언[*]) 또는 쇠는 화학 원소로 기호는 Fe(←라틴어: Ferrum)이고 원자 번호는 26이다. 철은 핵융합으로 생성되는 최종 원소로, 초신성 등의 격변적인 사건을 필요로 하지 않는 가장 무거운 원소이다. 따라서 우주에 가장 많이 퍼져 있는 중금속이다. 또한 철은 인류가 가장 많이 사용하는 금속 중의 하나이며 차량, 선박, 항공기, 주택, 인공뼈대, 각종 생활용품 등 많은 분야에서 사용되고 있기 때문에 인류에게 있어서 철은 없어서는 안되는 중요한 금속이다.

## 동위 원소
자연계에 존재하는 안정적인 철 동위 원소로는 54Fe, 56Fe, 57Fe, 58Fe가 존재한다.
- 54Fe는 자연계에서 5.8%를 차지한다.

- 56Fe는 자연계에 존재하는 철 동위 원소 중 가장 많이 차지하는 동위 원소이다.

항성의 핵융합 과정, 즉 규소 연소 과정에서 28Si에서 여러 차례 헬륨 융합 과정을 통해 최종적으로 56Fe을 형성한다. 다만 일부의 56Fe은 60Zn을 형성하지만 이 과정은 에너지를 흡수하는 과정이므로 핵융합 과정에서는 매우 소량 형성된다. 따라서 56Fe은 28Si에서 시작된 헬륨 융합 과정의 최종 원소로써 철 동위원소 중 가장 많이 존재하는 동위체이다.
- 57Fe는 29Si에서 여러 차례 헬륨 융합 과정을 통해 최종적으로 형성된다.

- 58Fe는 철 동위 원소 중 가장 핵자간 결합 에너지가 높으므로 철 동위 원소들 중 가장 안정된 동위체이지만 0.28%의 가장 소량만 존재한다.

핵융합의 26Al에서 시작하여 30P과정에서 헬륨 융합 과정을 통해 54Co가 최종적으로 생성되므로 대부분의 58Fe는 초신성 폭발때의 중성자 포획 과정인 R-과정을 통해 생성된다.
- 60Fe은 반감기가 262만년으로 매우 짧아서 현재 자연계에서는 존재하지 않지만 과거 지구에 매우 많이 존재했으며 용암 바다를 오래 유지시켜주는 역할을 한 동위 원소다.

지구에 많이 존재하는 원소인 60Ni은 60Fe이 베타 붕괴를 통해 형성되었다. 60Zn은 핵융합 과정에서 56Ni보다 에너지를 방출하는 것이 아니라 에너지를 흡수해야 형성되므로 핵융합 과정에서 60Zn은 매우 소량만 형성된다. 이를 통해 지구에 존재하는 60Ni의 대부분은 60Fe이 베타 붕괴를 통해 형성된 원소며, 60Fe은 거대한 항성의 최후 과정에서 나타난 초신성 폭발의 R-과정을 통해 형성되었다는 것을 알 수 있다. 따라서 60Fe은 태양계 초기 역사의 매우 중요한 부분을 차지한 동위체이다.

## 주요 성질

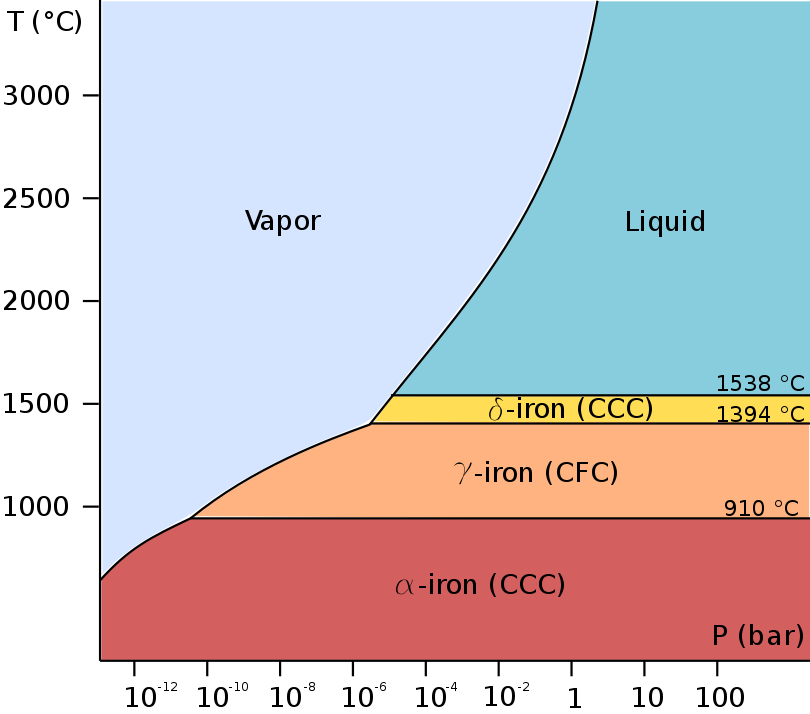
순수철의 저압 상평형 그림

철은 지각에서 알루미늄 다음으로 흔한 금속이며 지구를 구성하는 원소 중 가장 비중이 높다. 우주에서도 열 번째로 흔한 원소라고 알려져 있다. 철은 지구를 이루는 가장 주요한 원소로 지구 중량의 32.07%를 차지한다. 철은 지구 중심핵에 가장 많이 분포하며, 지각에는 5.63% 쯤을 차지한다. 지구의 중심핵은 철의 단일 결정일 수도 있으나, 철과 니켈의 혼합물일 가능성이 더 많다. 지구의 풍부한 철은 지구 자기장을 형성하는 데 중요한 역할을 하고 있다.
철은 강도, 경도가 높고 전기전도도 또한 훌륭하며 가공하기 쉽기에 많이 사용된다. 또, 제련시 탄소를 얼마나 첨가하냐에 따라 그 성질을 정할 수 있다. 철은 철광석의 형태로 산출되며, 순수한 금속 상태로는 거의 발견되지 않는다. 순철을 얻기 위해서는 환원 반응을 통해 불순물을 제거해야 한다. 철은 다른 금속과 비금속, 특히 탄소와의 합금인 강철을 만드는 데 사용된다.
철 원자핵 내에서 핵자 간의 결합 에너지는 니켈 동위 원소인 62Ni 다음으로 가장 높다. 일반적으로 가장 안정적인 핵종은 56Fe로 항성의 핵융합 과정을 통해 만들어진다. 62Ni의 합성 과정에서 약간의 에너지를 더 얻을 수 있으나, 항성 내부의 상태는 이 과정이 진행되기에 좋은 조건이 아니다. 초거성이 생명을 다 해 응축하기 시작하면 별의 내부 압력과 온도가 올라가면서 원자의 안정성은 떨어지지만 훨씬 무거운 원소를 만들게 된다. 이 과정은 초신성까지 진행된다.
일부 우주 모델에서는 핵융합과 핵분열의 결과로 모든 물질이 철로 바뀌게 된다고 예언하고 있다.
앙금 생성 반응에서 산출되는 검은색의 황화 철은 철 이온 (Fe2+)을 검출할 때 유용하다.

## 인체와 철
사람의 몸에는 모두 합하여 3~4g의 작은 못 1개 정도가 되는 소량의 철이 들어 있는데, 철은 혈액 내의 산소 운반을 담당하는 헤모글로빈을 만드는 데 필수적인 무기질이다.
또한 철분은 근육의 근색소 합성에도 사용되어 근육이 충분한 활동을 할 수 있도록 에너지를 생성해준다. 청소년기에 철분을 잘 섭취해야 하는 이유는 사춘기에 접어들면서 근육량이 늘어남에 따라 필요 철분이 늘어나기 때문이다.
철분은 신경전달물질의 보조인자로도 작용하는데 뇌의 신경신호를 전달하는 호르몬인 세로토닌, 에피네프린, 도파민, 노르에피네프린 등의 호르몬들은 철분이 부족해지면, 그 양이 부족해져 정신적인 면에서 부정적인 영향을 준다.
철이 많이 들어 있는 식품으로는 간·달걀 노른자·살코기·진한 녹색 채소·해조류·노란콩 등이 있다. 철의 흡수율은 매우 낮아 건강한 성인의 경우 섭취한 철의 10% 정도만 흡수된다. 비타민 C를 섭취하면 식물성 식품의 철 흡수율이 높아진다.
일단 흡수된 철은 혈액의 손실이 있는 경우 외에는 우리 몸에서 재사용되며 배설되지 않는다. 철이 부족하면 쉽게 피로해지며, 성장이 지연되고, 숨이 가빠지며, 빈혈 증상이 나타난다. 사춘기 시에는 성장 발달에 문제가 생기고 생리 기능에도 좋지 않은 영향을 끼친다.
철분을 과다 섭취시 부작용이 나타날 수 있는데 그 부작용으로는 세포손상, 내분비기관 기능 저하 등의 부작용이 나타날 수 있다. 철분 과다섭취시 초기에는 간세포가 손상되었다가 이후에, 심장, 췌장 등에도 영향을 끼칠 수 있으며, 과도한 철분은 면역기능을 억제시킬 수 있다. 육고기를 많이 먹으면 대장암이 증가하는 이유는 고기에 철분이 많이 공급되기 때문이다. 성분량으로 따지면 적정 농도의 5배만 초과해도 치명적인 부작용이 발생한다.

### 임산부에게 철분 섭취의 중요성
임신 중에는 철분의 필요량이 증가하여, 태아의 성장과 태반 발달, 그리고 모체의 혈액량 증가를 지원한다. 철분은 산소 운반에 필수적인 헤모글로빈의 구성 요소로, 임신 기간 동안 모체의 혈액량이 약 50% 증가함에 따라 추가적인 철분이 필요하다. 철분 결핍은 임신 중 빈혈을 유발할 수 있으며, 이는 조산, 저체중아 출산 등의 위험을 증가시킬 수 있다. 세계보건기구(WHO)는 임산부에게 하루 30~60mg의 철분 보충을 권장하고 있다.

## 같이 보기
- 철기시대
- 스테인레스강
- 펜타카보닐 철
- 산화 철
- 무기질